# Ratshausen
Ratshausen – miejscowość i gmina w Niemczech, w kraju związkowym Badenia-Wirtembergia, w rejencji Tybinga, w regionie Neckar-Alb, w powiecie Zollernalb, wchodzi w skład związku gmin Oberes Schlichemtal. Leży na przedpolu Jury Szwabskiej, przy granicy Parku Natury Górnego Dunaju, nad rzeką Bära, ok. 10 km na południe od Balingen.